# Thủ tướng Gruzia
Thủ tướng Gruzia (tiếng Gruzia: საქართველოს პრემიერ-მინისტრი, đã Latinh hoá: tr) là người đứng đầu của chính phủ và lãnh đạo hành pháp của Gruzia. Thủ tướng là người tổ chức, chỉ đạo, và điều khiển các chức năng của chính phủ. Ông chỉ định và bỏ bộ trưởng chính phủ. Thủ tướng đại diện cho Gruzia trong quan hệ ngoại giao và kết thúc hiệp ước quốc tế trên danh nghĩa của Gruzia. Thủ tướng chịu trách nhiệm về các hoạt động của chính phủ trước Nghị viện Gruzia.